# Donato Bramante
Donato Bramante, ou Donato di Angelo del Pasciuccio, conhecido como Bramante, (Urbino, 1444 – Roma, 11 de abril de 1514) foi um arquitecto renascentista.
A sua arquitetura caracteriza-se pelo rigor, explorando a problemática do espaço central, procura a imitação da fórmula perfeita expressa no círculo, aceitando o quadrado circunscrito ou a cruz grega coberta por uma cúpula. As suas obras de maior destaque encontram-se em Roma.
| “ | A arte de Bramante é clara, sóbria e bela. | ” |

Com certeza, este julgamento teria sido para Bramante o maior reconhecimento por todo o seu trabalho. Na verdade, esta opinião não é nem mais nem menos do que a de Miguel Ângelo, que a exprimiu em 1555, quarenta anos após a morte de Bramante.
De qualquer forma, o destino não foi adverso. Em vida não lhe faltou glória nem honras. Ludovico il Moro, que percebia de arte, apreciou-o muito e levou-o à sua Corte, e o muito exigente Papa Júlio II escolheu-o, entre muitos artistas, para lhe confiar a reconstrução da Basílica de São Pedro.

## Biografia e obras

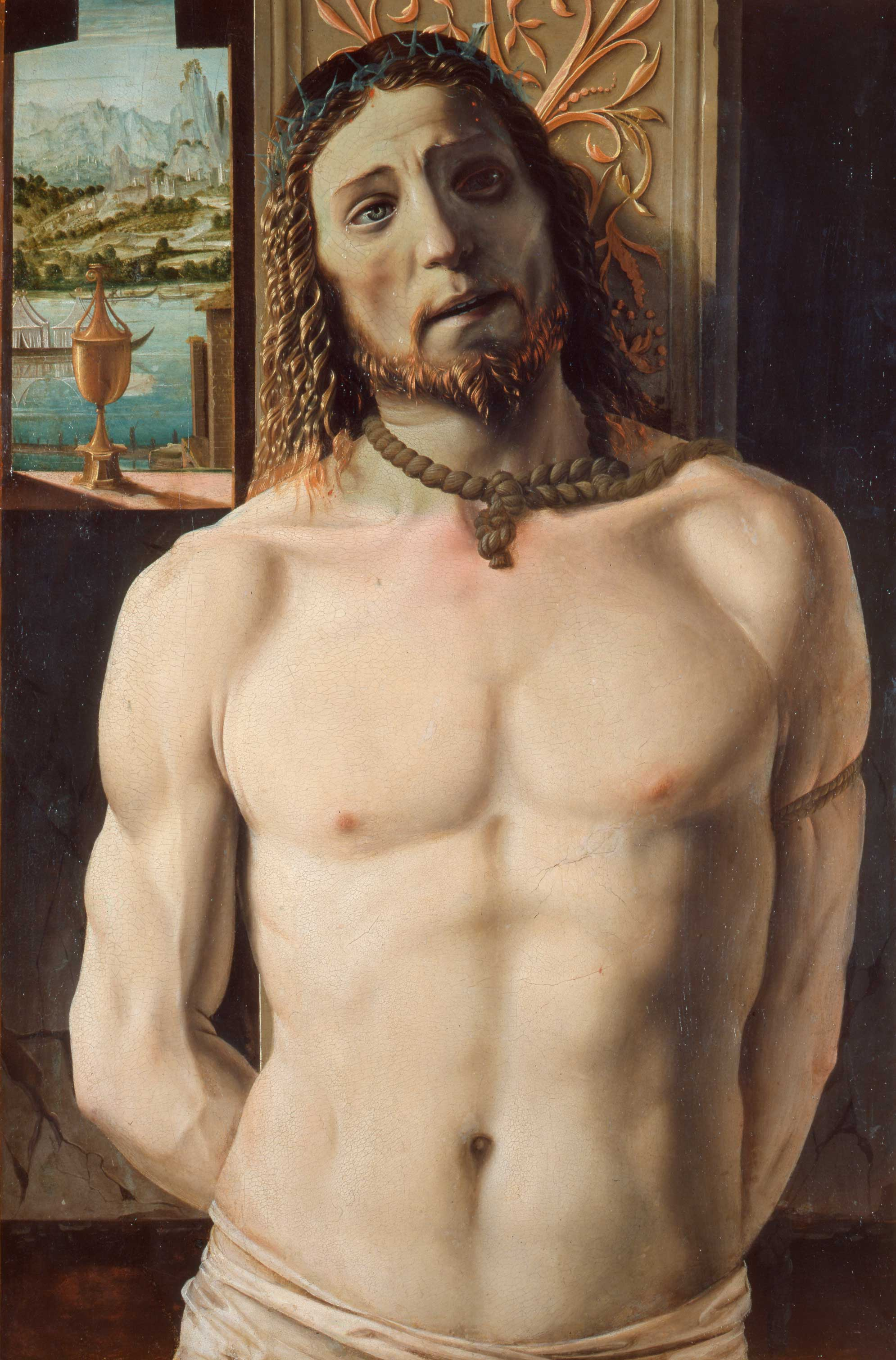
Cristo na Coluna, Pinacoteca de Brera, Milão

Estudou pintura e trabalhou posteriormente em Milão (1477-1499), tentando conciliar a cultura humanista que se estabeleceu em Florença com o novo movimento artístico que iria surgir na cidade de Milão. Foi Andrea Mantegna, o seu professor, quem o levou a conhecer a arte clássica pela qual Bramante se apaixonou de imediato.
Alcançou a obre geometria de desenho e de perspectiva. A sua obra exerce notável influência sobre a obra de Michelangelo ou mesmo de Rafael.
Uma das suas obras mais emblemáticas é o Tempietto de S. Pietro in Montorio, igreja encomendada a Bramante obra que melhor reflete as suas concepções de estilo, é, seguramente, o projeto da Basílica de S. Pedro, no Vaticano. De fato, esta foi projetada por Bramante, embora o projeto final (que consistia no projeto inicial mais algumas alterações) seja da autoria de Michelangelo.

### Os anos de formação

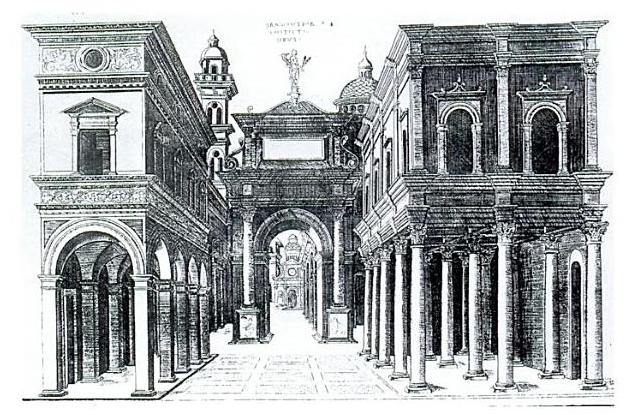
Gravura da rua de uma cidade ideal, atribuída a Bramante

Segundo a historiografia vigente, Bramante nasceu em Monte Asdrualdo em 1444 (hoje Fermignano) perto de Urbino, derrubando a hipótese colocada pelas afirmações de Vasari e Serlio, que atestaram o seu nascimento em Casteldurante (hoje Urbania). Formou-se artisticamente na cidade de Montefeltro, mas o período de formação e primeira actividade de Bramante não está documentado. Quase de certeza que permaneceu em Urbino até 1476, onde foi provavelmente aluno de fra Carnevale e tornou-se pintor de "perspectiva", ou seja, especializou-se na construção geométrica de um espaço maioritariamente arquitectónico como cenário de uma cena pintada. Na altura, esta disciplina era preparatória ao exercício da arquitectura e a sua especialização nesta área é confirmada pelas fontes e confirmada desde os seus primeiros trabalhos.
Provavelmente foi também aluno e assistente de Piero della Francesca e conheceu Melozzo da Forlì que mais tarde influenciou a sua actividade pictórica. Em Urbino conheceu por certo Luca Signorelli, Perugino, Giovanni Santi, Pinturicchio e Francesco di Giorgio Martini; é provável que se tenha tornado colaborador deste último, enriquecendo a sua própria formação na área da arquitectura. Depois das viagens pelo Norte de Itália, que finalmente o levaram à Lombardia, é possível que tenha tido também contacto com as obras de Mantegna e Leon Battista Alberti, bem como com as produções artísticas de centros como Perugia, Ferrara,Veneza, Mântua, Pádua e Florença, dado o conhecimento da obra de Brunelleschi demonstrado nas primeiras obras milanesas.

### Em Urbino

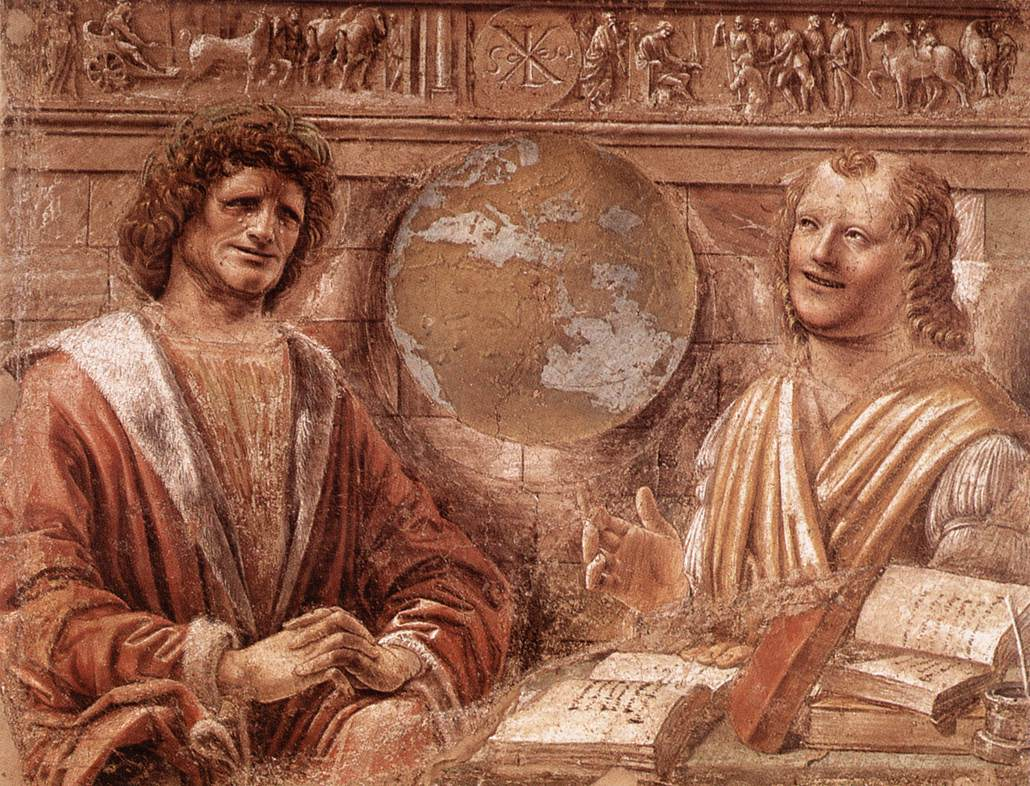
Bramante, fragmento de fresco, Heráclito e Demócrito, Pinacoteca di Brera

Por isso, pouco se sabe sobre a sua atividade artística na juventude em Urbino, com atribuições muito problemáticas. É provável que tenha trabalhado no estaleiro do Palazzo Ducale de Federico da Montefeltro projectado por Luciano Laurana, e talvez na Igreja de San Bernardino degli Zoccolanti, situada fora das muralhas da cidade, encomendada pelo duque Federico III e destinado a tornar-se o mausoléu de Montefeltro. Na verdade, alberga os túmulos de Federico III e de Guidobaldo I Duques de Urbino.
No entanto, actualmente mantém-se a atribuição de Giorgio Martini a Francesco, ainda que se considere possível uma colaboração directa do jovem Bramante, pelo menos na fase de construção do Mausoléu.
Uma Flagelação colocada no Oratorio dei Disciplinati di San Francesco em Perugia foi-lhe atribuída com autoridade em «Perspectiva», no entanto geralmente atribuído a Pietro di Galeotto. A sua possível colaboração é também colocada como hipótese para a Cappella del Perdono para a capela das Musas, situada no interior do Palácio Ducal.

### Em Milão

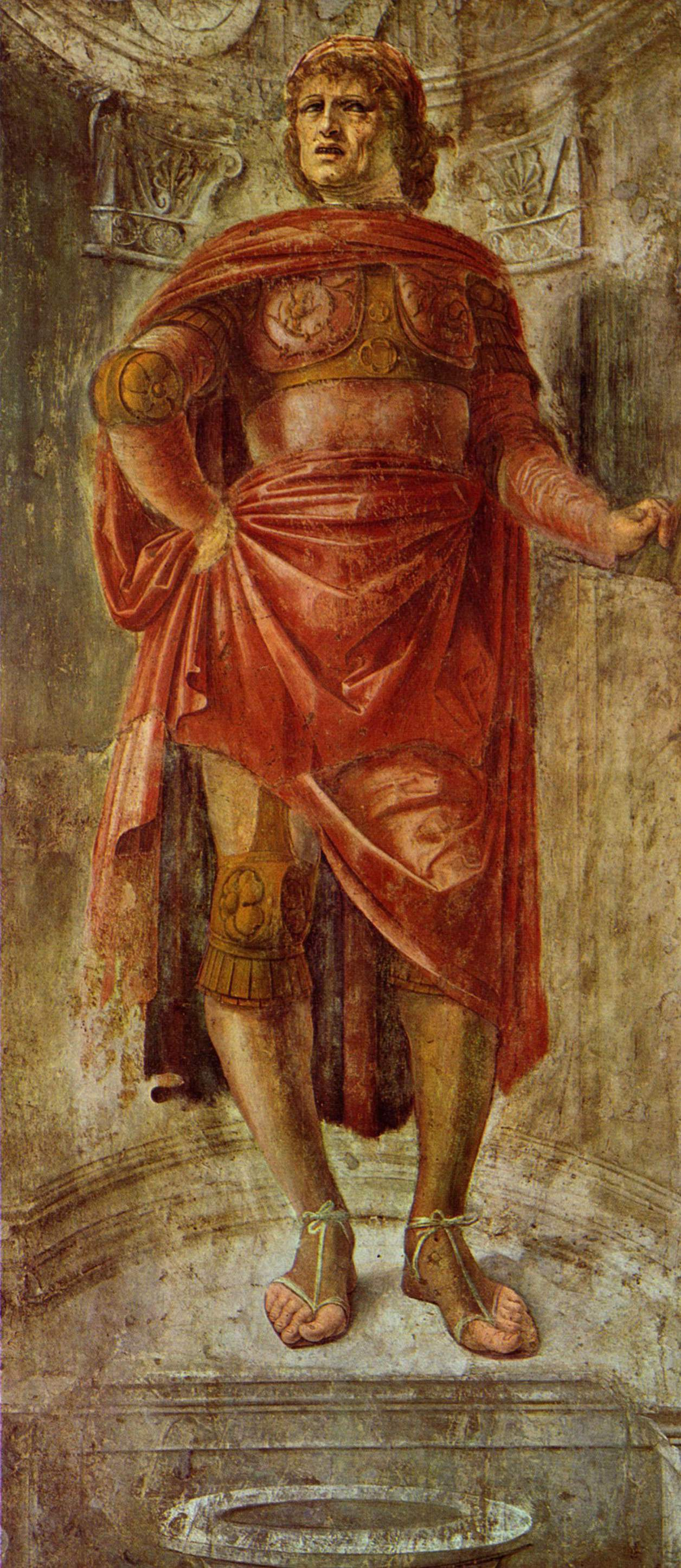
Pormenor dos afrescos de Bramante anteriormente na Casa Visconti (agora na Pinacoteca di Brera)

Bramante é documentado pela primeira vez, na Lombardia em 1477, quando em Bergamo pintou frescos na fachada do Palazzo del Podestà (com figuras de filósofos da antiguidade em ambientes arquitetónicos dos quais restam poucos vestígios e para os quais se notaram semelhanças com Melozzo de Forlì). Segundo Vasari também trabalhou durante este período noutras cidades além de Bérgamo.
Em 1478 é possível que numa primeira estadia em Milão, tenha sido enviado por Federico da Montefeltro para acompanhar as obras no seu palácio na Porta Ticinese, recentemente recebido como presente de Galeazzo Maria Sforza ou talvez tenha seguido Giovanni Antonio Amadeo, encontrado em Bérgamo no canteiro de obras da capela Colleoni.
Tendo-se estabelecido em Milão como pintor, aí permaneceu até 1499, trabalhando sobretudo como arquiteto para Ludovico il Moro e o seu círculo, até ser considerado um artista da corte.
Bramante, que chegou à Lombardia aos trinta e três anos, acumulou uma cultura vasta e singular, que combinava o domínio da perspectiva, aprendida com Piero della Francesca, o conhecimento de muitos elementos da arquitectura clássica e a obra de Vitrúvio, adesão ao modelo Albertiano de classicismo. Esta formação cultural permitiu-lhe exercer grande influência e autoridade na cultura lombarda, em paralelo com Leonardo da Vinci, presente em Milão a partir de 1482, com quem não faltaram intercâmbios e influências mútuas.
De um modo mais geral, no final do século XV, o Ducado de Milão era um centro de cultura, onde a arte local de estilo marcadamente gótico se encontrava, e parcialmente entrava em conflito, com arquitetos e artistas totalmente renascentistas, vindos do centro de Itália, na que Bramante foi quem deixou a marca mais duradoura.

#### A gravura Prevedari

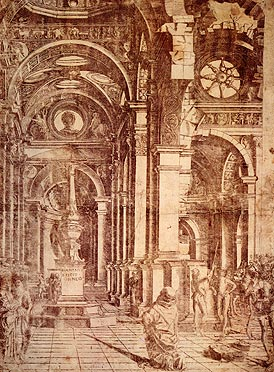
Gravura Prevedari (corte), 1481

A chamada Incisione Prevedari (Gravura Prevedari) remonta aos primeiros anos da atividade milanesa, datada de 1481: é uma visão arquitectónica que representa o interior grandioso de uma arquitetura clássica registada por Bernardo Prevedari baseada no desenho de Donato Bramante, cujo nome consta de uma inscrição em caracteres lapidares (BRAMANTUS FECIT IN MEDIOLANO).
Esta gravura, conservada em dois exemplares (Museu Britânico e colecção Perego, Milão), documenta a originária formação de Urbino e albertiana e as dívidas à pintura de Ferrara e à obra de Mantegna. Mostra também que muitos temas da arquitetura de Bramante relacionados com o mundo antigo já estavam bem desenvolvido vinte anos antes das obras romanas, como a utilização de arcos sobre pilastras e não sobre colunas.
Outra gravura representando uma estrada em perspectiva centralizada é também atribuída a Bramante, com as características de cidade ideal e que apresenta muitos motivos arquitectónicos típicos da arquitectura milanesa do período dominado pela influência da sua agora plenamente renascentista. Nesta perspectiva encontramos no extremo do centro um arco triunfal e uma cúpula brunelleschiana, enquanto nas laterais temos dois palácios com características diferentes: um com colunas coríntias e entablamento no rés-do-chão, parastáticas e arco redondo nas janelas no primeiro andar; o outro possui pilares que suportam arcos no piso térreo, enquanto no primeiro piso possui janelas tímpano e oculos. A gravura poderá evidenciar a actividade de Bramante como cenógrafo de espectáculos para a corte e parece constituir um protótipo fundamental para o desenvolvimento da cenografia quinhentista.

#### Atividade pictórica

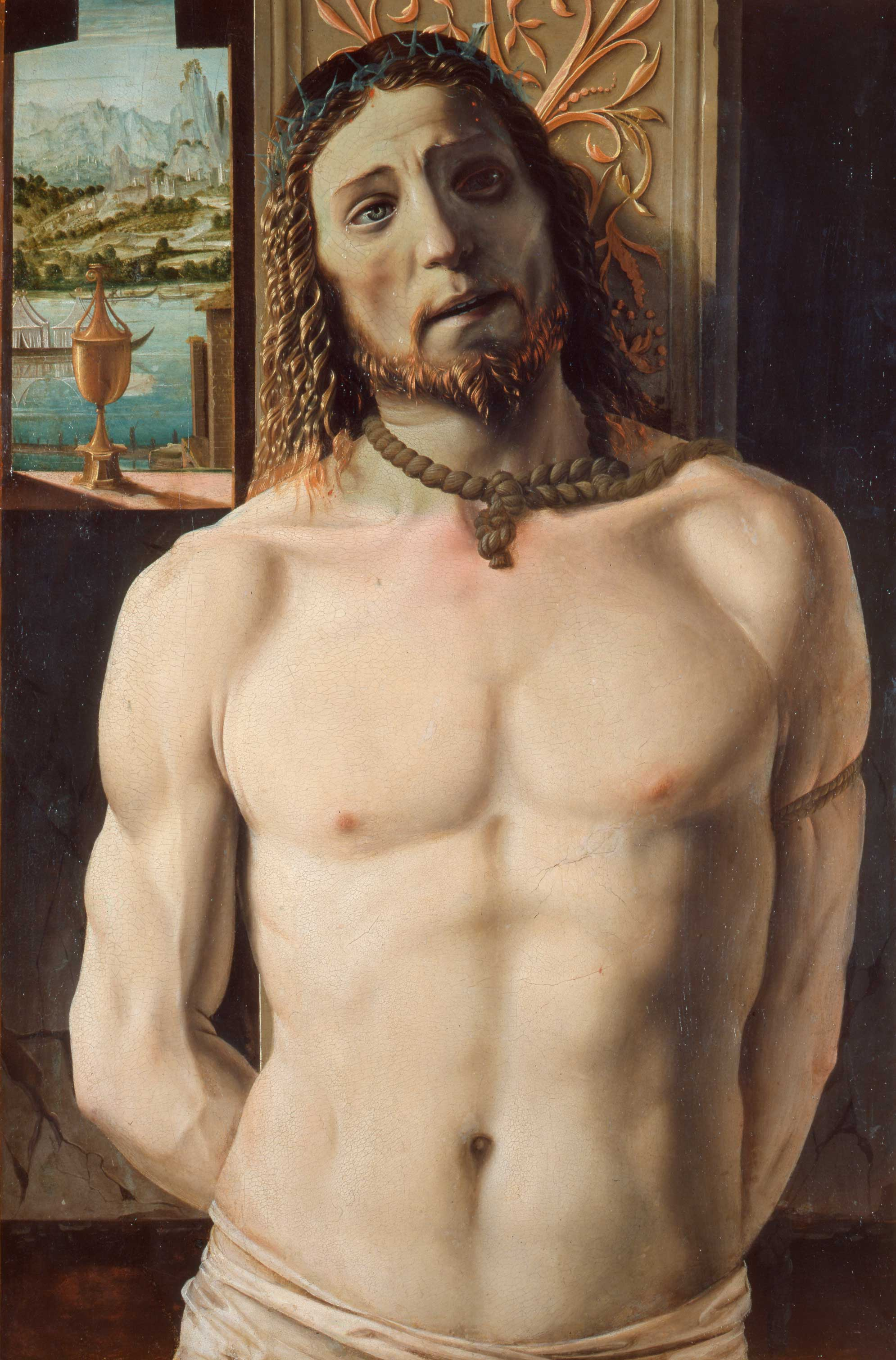
Cristo na coluna, atribuído a Bramante, Pinacoteca di Brera, Milão

Bramante também trabalhou na Lombardia como pintor, embora apenas algumas obras permaneçam em Milão e Bérgamo: os afrescos fragmentários representando Heráclito e Demócrito e Homens de armas (hoje na Pinacoteca de Brera) realizado entre 1486 e 1487 para a casa do poeta Gaspare Ambrogio Visconti, patrono e protector do artista, e outros fragmentos quase ilegíveis representando os Filósofos da Antiguidade executados para o Palazzo del Podestà de Bergamo.
No entanto, os afrescos da fachada da Palazzo Fontana Silvestri também atribuídos a Bramante estão completamente deteriorados.
Tradicionalmente, é-lhe também atribuída uma pintura em painel, o Cristo na Coluna, anteriormente na Abadia de Chiaravalle, e o fresco denominado Argo, na sala do tesouro do Castelo Sforza.
As atribuições relativas à sua produção pictórica sempre foram problemáticas, quer pela falta de documentação, quer pela presença do seu aluno, o pintor Bartolomeo Suardi conhecido por Bramantino. Teve uma influência importante na cultura pictórica lombarda e geralmente do norte, difundindo o gosto pela representação em perspectiva.
No período romano subsequente, Bramante parece cessar completamente a sua atividade pictórica, talvez devido ao subsequente comprometimento dos grandes estaleiros papais.

#### Contactos culturais com Leonardo e a corte
Em 1487 Bramante participou, tal como Leonardo, Francesco di Giorgio Martini, Amadeo e outros, no concurso para o zimbório da Catedral de Milão, apresentando um projeto de planta quadrada e suporte dirigido aos pilares, para o qual criou um modelo perdido em madeira e que talvez esteja representado numa gravura do tratado de Cesare Cesariano que foi o seu aluno.
Bramante escreveu um relatório sobre o assunto, conhecido como 'Opinio super Domicilium seu Templum Magnum. Este é o único escrito teórico arquitectónico de Bramante que chegou até nós, no qual, interpretando Vitrúvio, indica a "fortaleza", a "conformidade com o resto do edifício", a "legiereza" como características da arquitectura e a "beleza". ".
Durante a sua passagem por Milão, Bramante exerceu também a sua paixão literária no ambiente da corte. De facto, na época Bramante era também elogiado como músico e poeta e "era de grande facúndia nos seus versos", como escreveu em 1521 Caporali. Na verdade, deixou-nos um pequeno cancioneiro de 25 sonetos, 15 sobre o tema amoroso Petrarchan e outros sobre o tema burlesco ou biográfico, incluindo um em que lamenta o estado das suas precárias finanças.

#### Igreja de Santa Maria presso San Satiro (1482-1486)

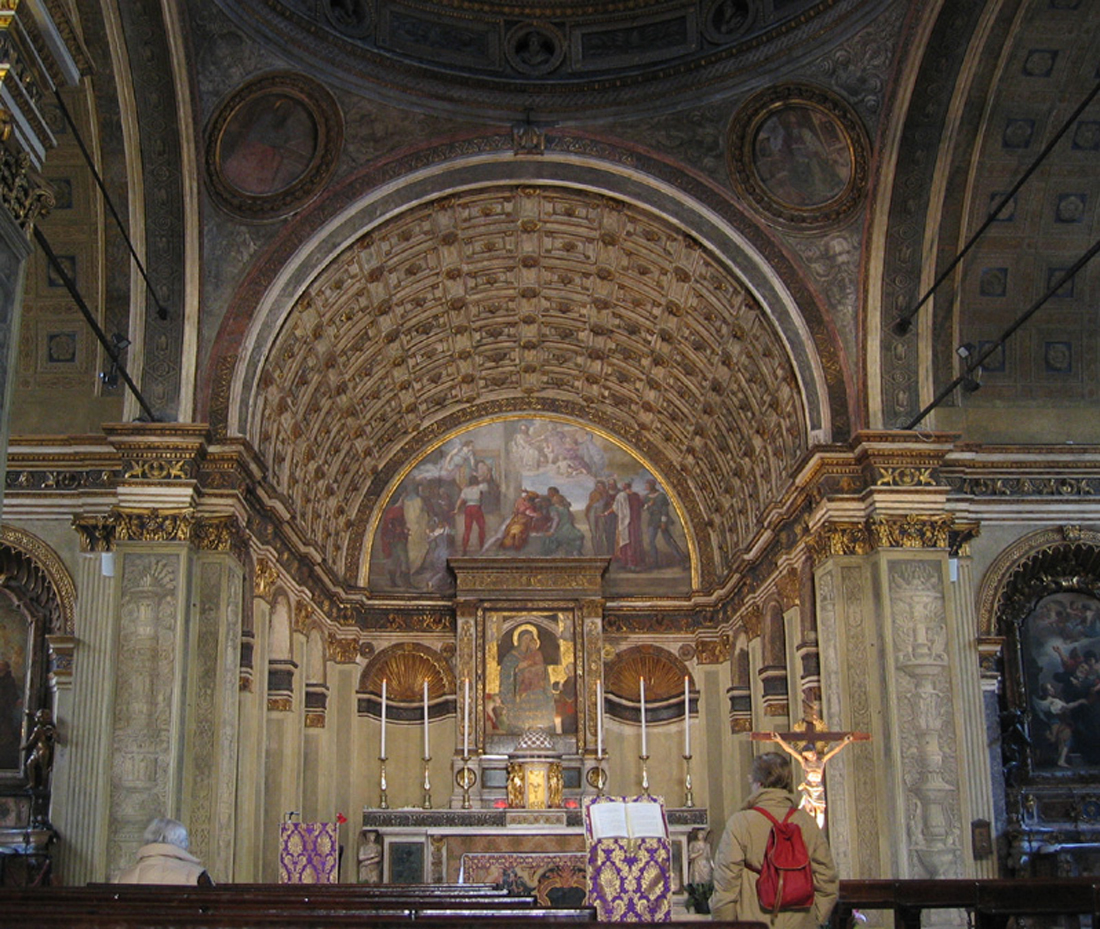
Santa Maria presso San Satiro, Milão

A ampliação da pequena igreja paroquial de Santa Maria presso San Satiro é atribuída pela literatura artística a Bramante, apesar da limitada evidência documental. Este poderá ser o seu primeiro trabalho arquitetónico em Milão.
Em particular, os documentos encontrados até agora não provam definitivamente que a extraordinária solução da abside em perspectiva possa ser atribuída a Bramante. Igualmente controversa e incerta é a atribuição da Sacristia a uma planta octogonal.
O cliente era uma confraria secular (“scola”) e poderá ter contratado vários desenhadores para uma complexa sequência de obras, em parte ainda por esclarecer. De facto, Giovanni Antonio Amedeo também trabalhou no estaleiro de construção num contrato de 1486 relativo à reconstrução da fachada (que permaneceu em grande parte inacabada), Giovanni Battagio e Agostino Fonduli, este último responsável provavelmente pelo grande número de elementos de tijolo e decorações.
No exterior do complexo encontramos o primeiro exemplo de utilização de uma ordem clássica em Milão, na fachada da via Falcone.

### A Roma
O novo século foi marcado pela queda de Ludovico il Moro (1499), que tinha feito do artista engenheiro ducal do estado de Milão e caracterizou-se pela morte de Gaspare Visconti. O arquiteto decidiu mudar-se para Roma.
Já durante o período milanês foram documentados alguns períodos em que Bramante deixou Milão por períodos até relativamente longos; se se considerar que corresponde à visita de autoformação feita a Florença e Roma, ainda que não esteja documentada Por volta de 1499 chegou a Roma, segundo Vasari, o contacto com o restante da arquitetura romana e o relativo estudo a que se aplicou assiduamente, chegando mesmo a outras localidades do Lácio e da Campânia, teve sobre ele uma grande influência, provocando uma evolução profunda apesar do mestre já ter 55 anos. Segundo alguns historiadores, isto deveria ter explicado como as suas primeiras obras romanas já são muito diferentes das últimas milanesas.
Após a sua chegada, rapidamente se inseriu no ambiente das pessoas mais visíveis da cúria papal. No entanto, as suas primeiras encomendas, de que fala Vasari, não estão documentadas e parecem ser geralmente de pouca relevância (fonte na praça São Pedro, fresco do brasão do Papa, com figura, na Porta Santa da Basílica de São João em Latrão.
Depressa se seguiram atribuições mais exigentes, como o palácio do Cardeal Adriano Castellesi, o claustro da Igreja de Santa Maria della Pace encomendado pelo Cardeal Carafa (1500 ), o templo de São Pedro em Montorio (de 1502).
Do papa Alexandre VI foi nomeado "sotto architettore", mas foi com a subida ao trono do Júlio II que se impôs como primeiro arquitecto do Papa, vencendo o concurso de Giuliano da Sangallo e obtendo atribuições muito importantes, no âmbito do projeto global da renovação do complexo do Vaticano, a partir do pátio do Belvedere (1504).

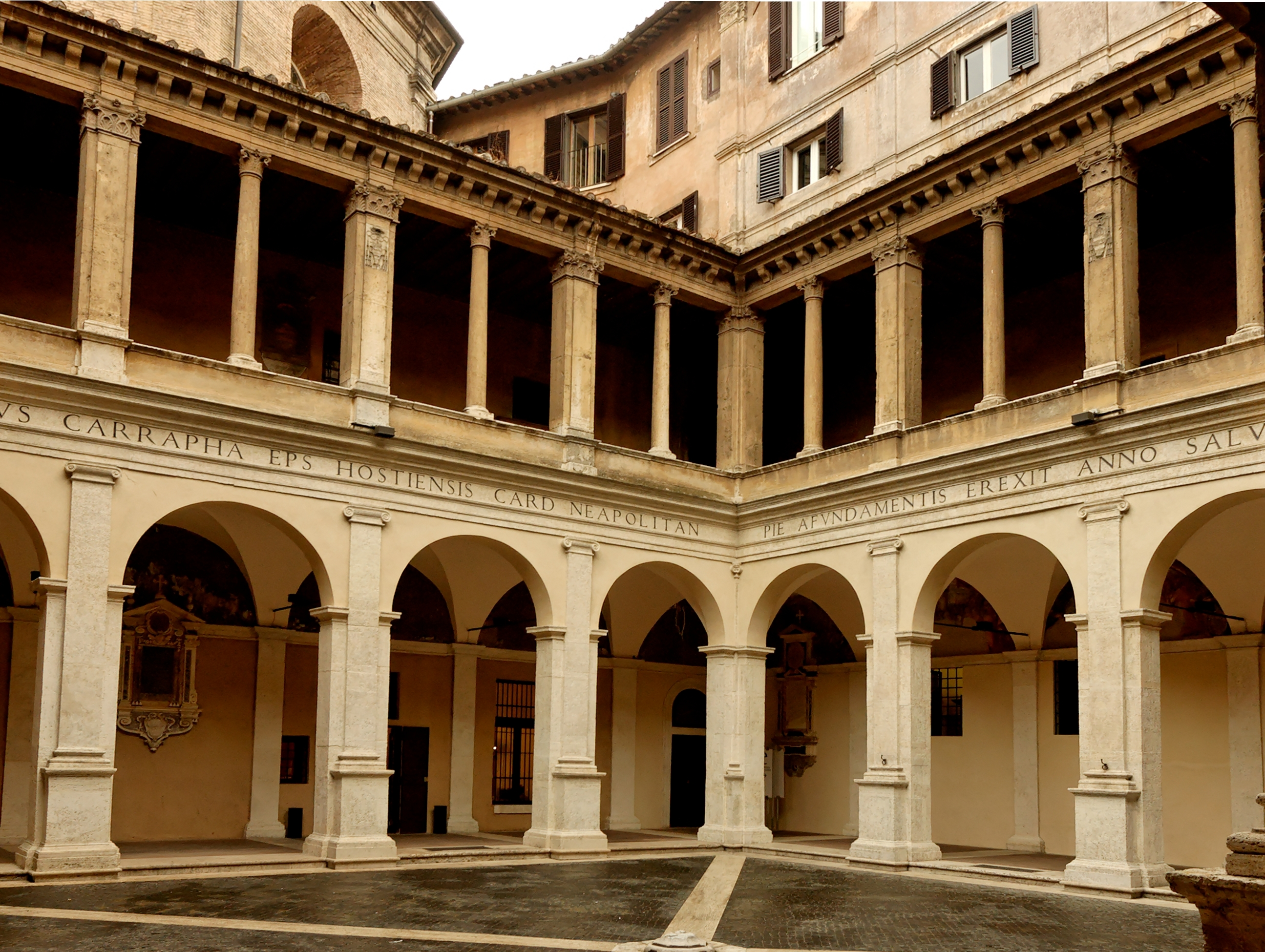
Claustro de Santa Maria della Pace

#### Clausto de Santa Maria della Pace (1500-1504)
É muito provável que seja uma das primeiras obras romanas de Bramante, foi de facto desenhada em 1500, pouco depois da sua chegada a Roma, por encomenda do Cardeal Oliviero Carafa.
A arquitetura apresenta uma linguagem severa e desprovida de decoração; Nisto Bramante destaca-se do período milanês, durante o qual, talvez por influência dos mestres locais, criou obras com um rico repertório decorativo.
O claustro, de planta quadrada, é feito com elementos arquitetónicos e compositivos copiados da arquitetura romana. A primeira ordem apresenta um arcos redondos apoiados em pilares e enquadrados por pilastras e entablamento acima: é uma das primeiras aplicações seriadas de tal solução arquitectónica no Renascimento. A ordem superior é inovadora no uso limitado de estruturas em arco: consiste na realidade em pilastras e colunas alternadas que suportam o entablamento.
A planta do claustro mostra a sobreposição das ordens clássicas: a ordem dórica para as pilastras da planta térrea, a ordem jónica para as pilastras, a ordem compósita na loggia superior, segundo uma característica retirada da observação de monumentos clássicos como o Coliseu.

#### Templo de São Pedro em Montorio (1502)

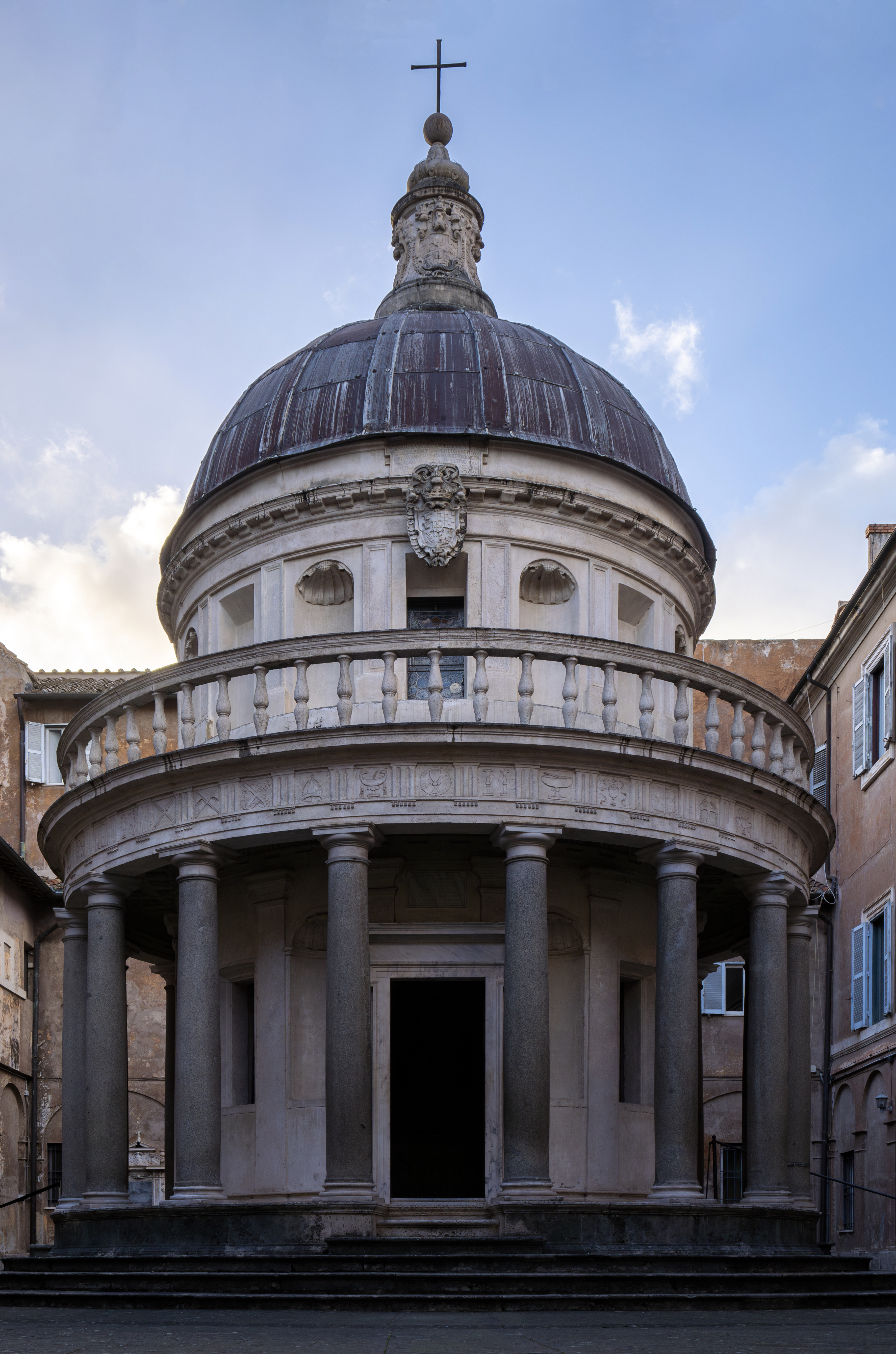
Templo de San Pietro in Montorio

Comissionado pelo Rei de Espanha, é um templo monóptero de pequenas dimensões, elevado, retirado dos antigos templos periptéricos romanos circulares e monumentais (os chamados Martírio, porque foram construídos em homenagem ao mártir). Existe um corpo cilíndrico (do qual podemos derivar a admiração renascentista pela forma circular perfeita), escavado no nicho em relevo e rodeado por uma colunata dórica (períptero), sobre a qual perfaz um entablamento decorado com triglifos e métopas de tema litúrgico de origem grega.
A colunata exterior circunda a cela cuja alvenaria é talhada a partir da pilastra como projeção das colunas do peristilo. No modo canónico, a coluna dórica tem uma base romana (enquanto os gregos a colocavam diretamente no crepidoma, ou seja, no pavimento do templo).
O interior da cela tem um diâmetro de cerca de 4 metros e meio, pelo que não há espaço para celebrações litúrgicas: isto significa provavelmente que o templo não foi construído com a função de igreja, mas como um verdadeiro monumento celebrativo, neste caso o martírio de São Pedro (o Gianicolo, onde se ergue o templo, era tradicionalmente considerado o local onde o santo tinha sofrido a crucificação).

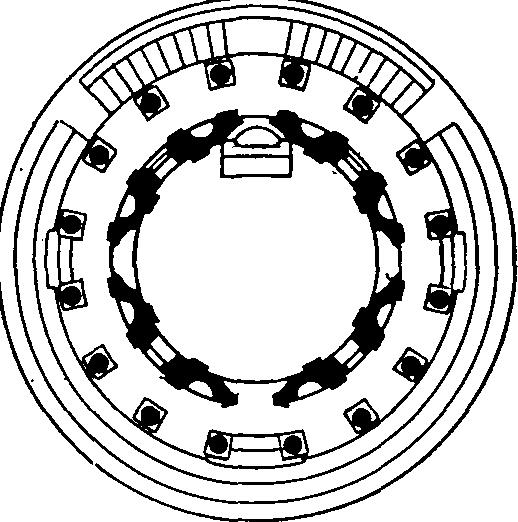
Planta do templo

No projeto original, o pátio, agora quadrado, era circular e sublinhava a centralidade do templo.
O significado da centralidade da experiência religiosa foi assim amplificado pelo espaço arquitectónico envolvente, no qual ainda se conjugavam elementos arquitectónicos clássicos que davam uma importância de “exemplum” ao todo.
Ainda neste projeto de Bramante, regressa como referência o número perfeito que configura a planta circular com 2 perípteros de 16 pilastras (ver Santa Maria della Pace).
As pilastras surgem também da centralidade do projeto ao serem dimensionadas através da projeção do centro; nas frontais as colunas são mais pequenas, nas traseiras mais largas.
A cúpula, feita de conglomerado de cimento (à moda antiga), tem um raio igual à sua altura e à altura do tambor sobre o qual assenta; de tal modo existe uma clara relação com o Panteão (em que a cúpula, também uma semiesfera, tem exactamente metade da altura do edifício completo).
Cortile del Belvedere
A partir de 1504 Bramante começou a planear e a realizar, por ordem de Júlio II, a sistematização de um vasto espaço (cerca de 300 x 100 m) numa encosta situada entre o palacete do papa Inocêncio VIII, denominado casino (casa de campo) Belvedere para a sua posição elevada e o resto do complexo do Vaticano (em particular a Capela Sistina e os aposentos papais).
O pátio foi dividido em três terraços de diferentes alturas, ligados por rampas, e fechados lateralmente ao longo do  corpo da construção, utilizados de diversas formas.
No grande pátio inferior, concebido como teatro destinado a espectáculos e posteriormente completado com uma exedra semicircular de Pirro Ligorio, foram colocadas três ordens sobrepostas de diferentes loggias, segundo o modelo do Coliseu: Dórica, Jónica e Coríntia (num primeiro projecto talvez apenas duas), que se interrompem na primeira escada ou degraus que se estendem a quase toda a largura e que tinham também a função de receber os espectadores quando o pátio era utilizado para espetáculos e torneios. No exterior do lado nascente do pátio encontra-se a Porta Júlia em pedra angular.
O segundo nível tinha acesso a uma escadaria confortável no centro da escada. E os lados que estavam escondidos das duas torres provavelmente não tinham articulações plásticas no projecto original de Bramante.
O pátio superior, acedido por escada dupla em borboleta, apresentava uma escação da parede de dupla ordem com pilastras escandidas para formar a serliana.
A perspectiva do pátio foi rematada por uma êxedra, construída como um grande nicho em 1565 por obra do arquitecto Pirro Ligorio para dar um prospeto completo ao antigo Casino de Belvedere.
Atrás do nicho, foi criado um outro pátio octogonal, também chamado "pátio Belvedere", que albergou durante muito tempo a coleção de estátuas antigas do papa, incluindo o Apollo del Belvedere e o Grupo de Laocoonte.
Perto deste pátio Bramante construiu uma famosa escadaria em "caracol" contida em estreitas rampas cilíndricas em espiral suportadas por colunas. Desta forma, o Casino de Inocêncio VIII (a original Villa del Belvedere) foi incorporado no novo complexo.